# Borsos Vilmos (labdarúgó, 1967)
Borsos Vilmos (Budapest, 1967. november 16. –) magyar labdarúgó, az Újpest kapusa, a Kispest kapus- és pályaedzője, az U16-os labdarúgó-válogatott szövetségi edzője, vállalkozó, szakíró, politikus, Szigetszentmiklós képviselő-jelöltje volt 2006-ban.

## Élete
Fiatalkorában Dunaharasztin lakott. Szülei: Borsos Vilmos (1940-2018) labdarúgó, edző (többek között a Dunaharaszti MTK csapatedzője) és Závodi Mária (1940). Egy nővére van, Éva 1963), újságíró, az MTI munkatársa. Anyai nagybátyja Závodi Imre (1927–1984), kommunista politikus, az MSZMP egyik vezető politikusa volt.
Borsos már kiskorától szeretett focizni, majd a nyolcvanas évek végén az Újpest kapusa lett, később pedig a Kispest kapus- és pályaedzőjeként tevékenykedett. Kiemelkedő sikereket ért el, ígéretes tehetségnek tartották.
1995-ben Szűcs Lajos az egyik edzésen hibát vétett, és akaratlanul akkora sérülést okozott Borsosnak, hogy lábtörése után már nem sikerült visszatérnie az élvonalba. Ezért újságok sportrovatába írt, majd vállalkozásokba fogott, de a mai napig tart előadásokat az edzőképzőn.
Jelenleg az U16-os labdarúgó-válogatott szövetségi edzője, és a női U17-es labdarúgó-válogatott pályaedzője. 2013-ban a SZTK-ERIMA-tól átigazolt az első élvonalbeli bajnokságára készülő Mezőkövesd-Zsóry SE-hez kapusedzőként.
2012 novemberében Várhidi Péter vezetőedzőt és Borsos Vilmost, az SZTK-ERIMA kapusedzőjét, a Magyar Labdarúgó Szövetség fegyelmi bizottsága kispadtól és az öltözőtől két soron következő NB II-es bajnoki mérkőzésre szóló eltiltásban részesítette, amiért elégedetlenkedtek Radványi Ádám játékvezető döntései miatt a Kozármisleny - SzTK-Erima NB II-es bajnoki mérkőzén.
2016 novembere és 2017 júniusa között az NB II-ben szereplő Nyíregyháza Spartacus kapusedzője volt.
2017-ben tért vissza a labdarúgás élvonalába, az NB I-be frissen bekerült Balmazújvárosi FC (Balmaz Kamilla Gyógyfürdő) kapusedzőjeként.

## Politikai pályája
A 2006-os önkormányzati választáson Szigetszentmiklós 13. választókerületében független képviselőjelöltként indult az MDF támogatásával, azonban csak 62 érvényes szavazatot, vagyis 8,01%-ot szerzett, azonban korábban pedig polgármesternek is jelölték.

## Magánélete, gyermekei
1984-ben megnősült, felesége Fodor Andrea fogtechnikus (1969), akitől három gyermeke született:
- Balázs (1993. február 22.)
- Lili (1994. április 29.)
- Vilmos (2000. szeptember 21.)

A család Szigetszentmiklóson él. Borsos rendszeresen tart labdarúgótáborokat, például egyik résztvevője a Fülöp Márton Alapítvány által nyaranta szervezett tábornak, amelyet a magyar válogatott 2015-ben elhunyt kapusáról neveztek el.
Borsos Balázs  hatéves kora óta focizik, 2004 óta az SZTK-Erima játékosa volt, az utóbbi években erőnléti edzőként segítette a csapat működését.
Borsos Lili 2009-2013 között a Vasas Óbuda röplabdacsapatával két-két magyar bajnoki címet, valamint Magyar Kupa-győzelmet gyűjtött be. Borsos Lili ezt követően 2013-2015 között szerepelt az Aluprof-TF-Budapest gárdájában is, mielőtt 2015 nyarán a szintén első osztályú Jászberényi Röplabda Klubhoz szerződött volna.
Legkisebb gyermeke, ifjabb Borsos Vilmos a szigetszentmiklósi labdarúgócsapat kapusa és a magyar U17-es labdarúgó-válogatott keretének tagjaként kezdte sportpályafutását. 2017-től a magyar labdarúgás élvonalába szereplő Videoton FC igazolt kapusa, 2018 nyarától a Paksi FC kapusa. + http://paksifc.hu/news.php?extend.7828 Archiválva 2018. augusztus 9-i dátummal a Wayback Machine-ben